# Dinmoukhammed Kounaïev
Dinmoukhammed Kounaïev (en kazakh Дінмұхаммед (Димаш) Ахметұлы Қонаев, Dinmoukhammed (Dimach) Akhmetouly Qonaïev ; en russe Динмухаммед Ахмедович Кунаев, Dinmoukhammed Akhmedovitch Kounaïev), né le 12 janvier 1912 et mort le 22 août 1993 à Almaty, est un homme d'État kazakh qui a été secrétaire du Conseil des Ministres de la République socialiste soviétique kazakhe et Premier secrétaire du Parti communiste du Kazakhstan de 1964 à 1986. Il a été fait Héros du travail socialiste.
En 2022, la ville de Kapchagaï a été rebaptisée « Kounaïev » en son honneur.

## Biographie
Pendant qu’il dirigeait la République socialiste soviétique kazakhe, Kounaïev a activement promu les cadres locaux. Il a notamment nommé le futur premier Président du Kazakhstan, Noursoultan Nazarbaïev, à la tête du Gouvernement. Lors d’une de ses réunions informelles avec les membres du Comité central, il déclare:

« Aucun d’entre vous ne sera le prochain dirigeant de la République. Ne vous offusquez pas de mes paroles ! Seul Noursoultan Nazarbaïev a de bonnes chances de me succéder. Il est suffisamment jeune et talentueux. »

Cependant, Kounaïev et Nazarbaïev ont par la suite eu des points de vue différents sur la gouvernance de la République. Selon les souvenirs de Nazarbaïev, cette confrontation a atteint son point culminant en février 1986 lors du XVIe congrès du Parti communiste du Kazakhstan - le dernier congrès sous la direction de Kounaïev. Selon une procédure informelle, deux rapports étaient présentés lors des congrès du Parti. Le premier était le rapport de mission du chef de l’organisation républicaine du Parti, et le second était le co-rapport du Président du Gouvernement. Lors de ce congrès, le rapport de Nazarbaïev était basé sur des critiques concernant, entre autres, le taux de croissance de la production et de la productivité du travail, la non-rentabilité des nouvelles installations construites, la sous-exécution du budget dans le domaine de la construction et les échecs dans le domaine de l’agriculture. Le rapport critiquait également le frère de Kounaïev, Askar, qui dirigeait l’Académie des sciences de la République socialiste soviétique kazakhe. Par la suite, Kounaïev a proposé à Gorbatchev de donner congé à Nazarbaïev de son poste de Président du Conseil des Ministres et de le transférer au Ministère des affaires étrangères. Mais Gorbatchev a répondu que Kounaïev lui-même était l’objet de nombreuses plaintes du Kazakhstan, les secrétaires du Comité central n’étaient pas satisfaits du travail du Premier secrétaire. Kounaïev a alors répondu : « Ce n’est pas nécessaire. Je démissionne moi-même.»

## Œuvres
- (en) Kazakhstan: Seven Year Plan for Prosperity, 1959